# Chambost-Allières
Pour les articles homonymes, voir Chambost.
Chambost-Allières [ʃɑ̃bo aljɛʁ] est une commune française située dans le département du Rhône, en région Auvergne-Rhône-Alpes.

## Géographie

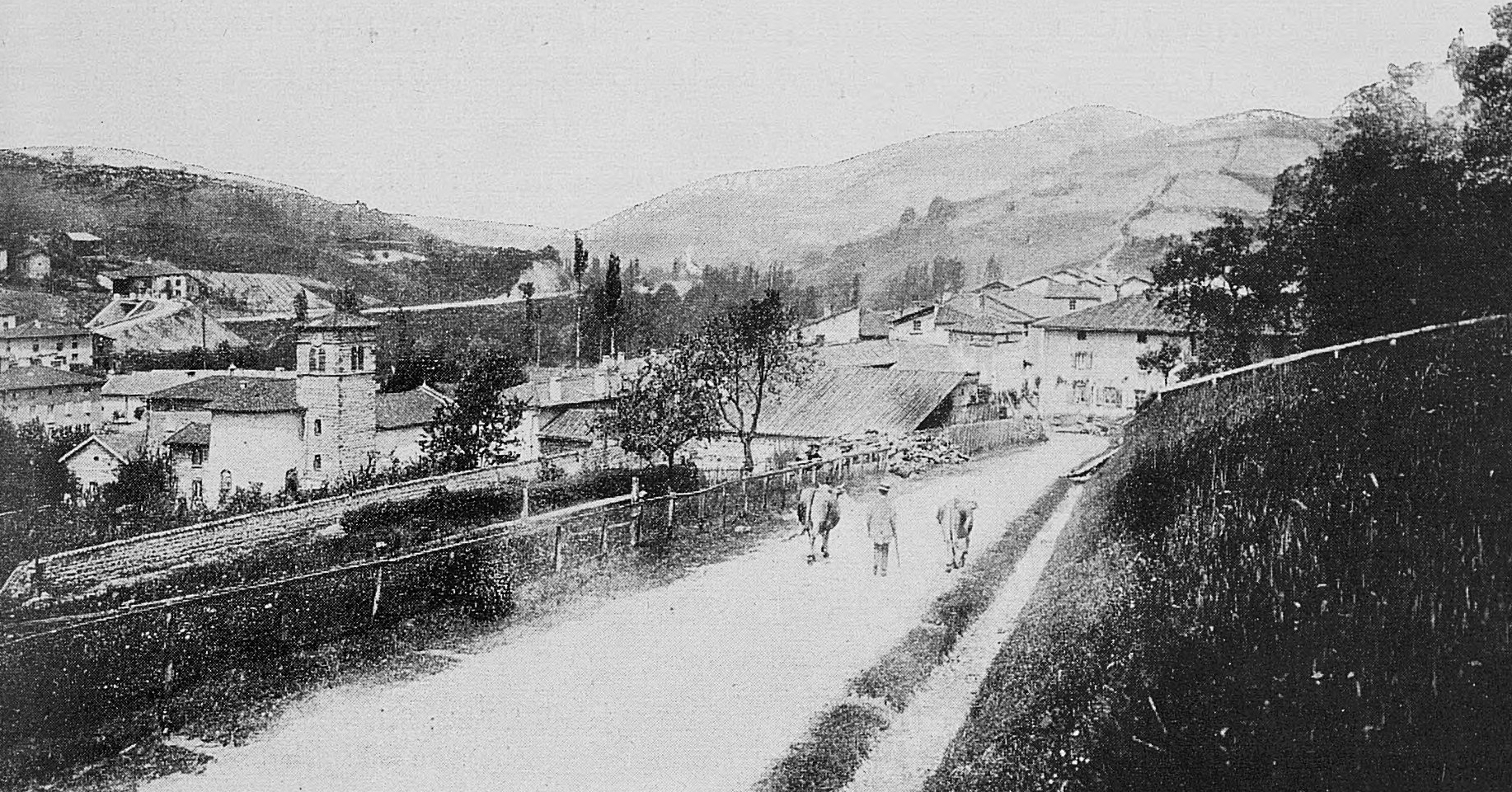
Le village d'Allières au début du XXe siècle.

Située en haute vallée d'Azergues, la commune est composée de deux bourgs : Chambost, sur sa partie haute, et Allières, dans la vallée.

### Climat
Pour des articles plus généraux, voir Climat d'Auvergne-Rhône-Alpes et Climat du Rhône.
En 2010, le climat de la commune est de type climat des marges montargnardes, selon une étude du Centre national de la recherche scientifique s'appuyant sur une série de données couvrant la période 1971-2000. En 2020, Météo-France publie une typologie des climats de la France métropolitaine dans laquelle la commune est exposée à un climat de montagne ou de marges de montagne et est dans la région climatique  Nord-est du Massif Central, caractérisée par une pluviométrie annuelle de 800 à 1 200 mm, bien répartie dans l’année. 
Pour la période 1971-2000, la température annuelle moyenne est de 11,5 °C, avec une amplitude thermique annuelle de 16,3 °C. Le cumul annuel moyen de précipitations est de 867 mm, avec 10,3 jours de précipitations en janvier et 7,7 jours en juillet. Pour la période 1991-2020, la température moyenne annuelle observée sur la station météorologique de Météo-France la plus proche, « Saint-Cyr-Chatoux », sur la commune de Saint-Cyr-le-Chatoux à 5 km à vol d'oiseau, est de 10,7 °C et le cumul annuel moyen de précipitations est de 959,9 mm,. Pour l'avenir, les paramètres climatiques de la commune estimés pour 2050 selon différents scénarios d'émission de gaz à effet de serre sont consultables sur un site dédié publié par Météo-France en novembre 2022.

## Urbanisme

### Typologie
Au 1er janvier 2024, Chambost-Allières est catégorisée commune rurale à habitat dispersé, selon la nouvelle grille communale de densité à sept niveaux définie par l'Insee en 2022.
Elle est située hors unité urbaine. Par ailleurs la commune fait partie de l'aire d'attraction de Lyon, dont elle est une commune de la couronne,. Cette aire, qui regroupe 397 communes, est catégorisée dans les aires de 700 000 habitants ou plus (hors Paris),.

### Occupation des sols
L'occupation des sols de la commune, telle qu'elle ressort de la base de données européenne d’occupation biophysique des sols Corine Land Cover (CLC), est marquée par l'importance des forêts et milieux semi-naturels (52,9 % en 2018), une proportion sensiblement équivalente à celle de 1990 (52,8 %). La répartition détaillée en 2018 est la suivante : 
forêts (49,4 %), prairies (37,9 %), zones agricoles hétérogènes (6,9 %), milieux à végétation arbustive et/ou herbacée (3,5 %), zones urbanisées (2,4 %). L'évolution de l’occupation des sols de la commune et de ses infrastructures peut être observée sur les différentes représentations cartographiques du territoire : la carte de Cassini (XVIIIe siècle), la carte d'état-major (1820-1866) et les cartes ou photos aériennes de l'IGN pour la période actuelle (1950 à aujourd'hui).

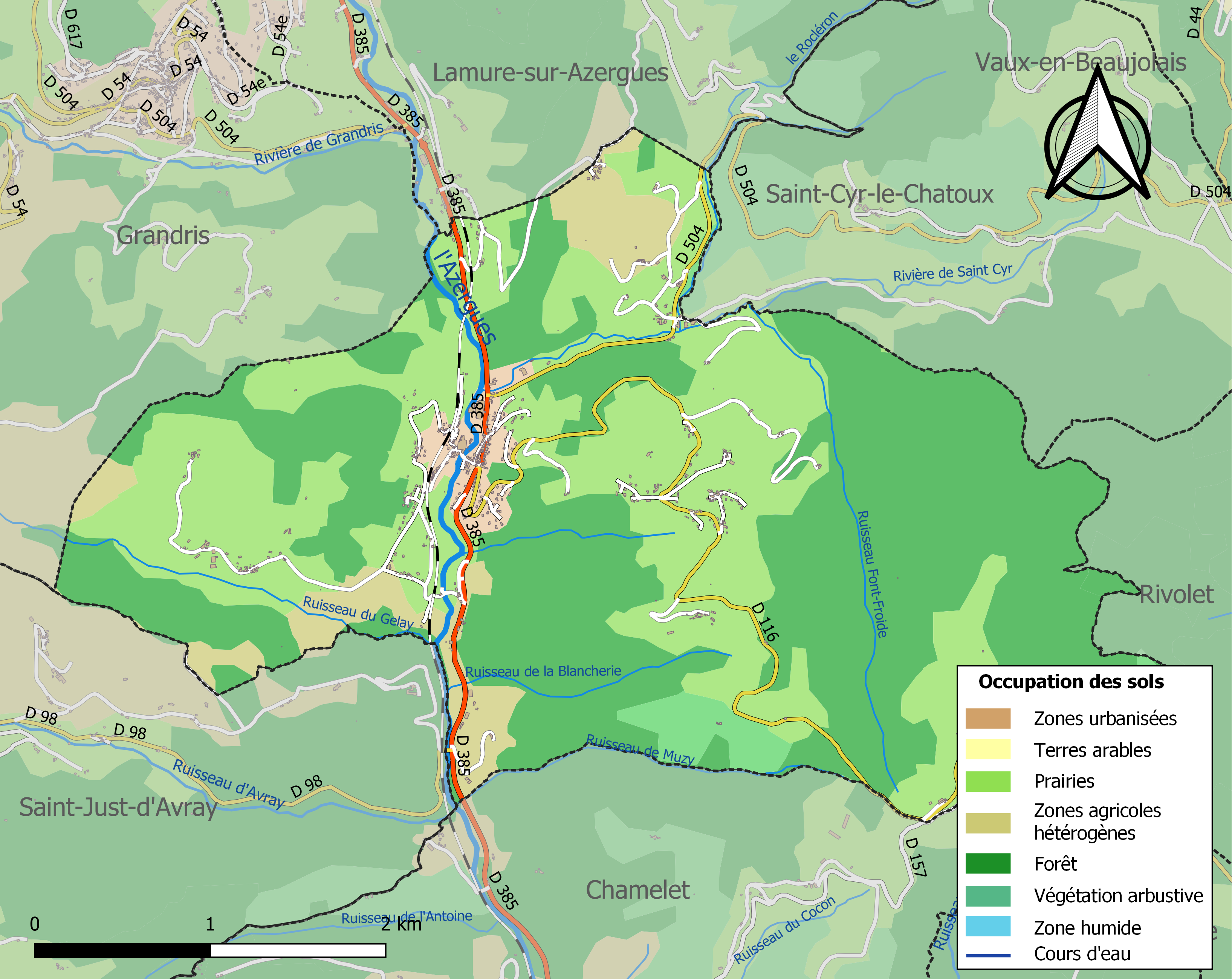
Carte des infrastructures et de l'occupation des sols de la commune en 2018 (CLC).

## Toponymie
Chamboscus, Camboscus. Les noms en « oscus » sont antérieurs à la conquête romaine (abbé Vachez). En 907, il est question de Camboscus. Puis apparait la propriété de Cambos, « le courbe ». Au XIIe siècle, Cambosc devient Chambosc. Vers la fin du XIIIe, on parle de Chambost en Beaujolais ; au XIVe, de Chambost près Chamillet ; avant le XVIIe, Chambost sur Chamelet. En 1793 et cette année-là seulement, « Chambost » devient « Beauchamp ». Au XIXe, « Chambost-Allières ».

## Politique et administration

### Administration municipale
| Période                                  | Période   | Identité             | Étiquette | Qualité                        |
| ---------------------------------------- | --------- | -------------------- | --------- | ------------------------------ |
| 1949                                     | juin 1957 | Alfred Cuinet        |           |                                |
| juin 1957                                | mars 1959 | Gabriel Gathier      |           |                                |
| mars 1959                                | mars 1965 | Paul Chardon         |           |                                |
| mars 1965                                | 1993      | François Chavant     | UDF       | Conseiller général (1979-2004) |
| 1993                                     | mars 2001 | Pierre Rivoire       |           |                                |
| mars 2001                                | mars 2008 | Richard Alloin       |           |                                |
| mars 2008                                | mars 2014 | Danielle Larrochette |           |                                |
| mars 2014                                | mai 2020  | Philippe Bonnet      |           |                                |
| mai 2020                                 | En cours  | Vincent Corgier      |           |                                |
| Les données manquantes sont à compléter. |           |                      |           |                                |

### Intercommunalité
La commune fait partie de la communauté d'agglomération de l'Ouest Rhodanien.

## Population et société

### Démographie
L'évolution du nombre d'habitants est connue à travers les recensements de la population effectués dans la commune depuis 1793. Pour les communes de moins de 10 000 habitants, une enquête de recensement portant sur toute la population est réalisée tous les cinq ans, les populations de référence des années intermédiaires étant quant à elles estimées par interpolation ou extrapolation. Pour la commune, le premier recensement exhaustif entrant dans le cadre du nouveau dispositif a été réalisé en 2005.

En 2022, la commune comptait 819 habitants, en évolution de −1,68 % par rapport à 2016 (Rhône : +3,93 %, France hors Mayotte : +2,11 %).
| 1793 | 1800 | 1806 | 1821 | 1831  | 1836  | 1841  | 1846  | 1851  |
| ---- | ---- | ---- | ---- | ----- | ----- | ----- | ----- | ----- |
| 630  | 495  | 659  | 776  | 1 010 | 1 113 | 1 049 | 1 110 | 1 051 |

| 1856  | 1861  | 1866  | 1872 | 1876 | 1881 | 1886 | 1891 | 1896 |
| ----- | ----- | ----- | ---- | ---- | ---- | ---- | ---- | ---- |
| 1 168 | 1 173 | 1 025 | 984  | 886  | 882  | 847  | 813  | 821  |

| 1901 | 1906 | 1911 | 1921 | 1926 | 1931 | 1936 | 1946 | 1954 |
| ---- | ---- | ---- | ---- | ---- | ---- | ---- | ---- | ---- |
| 850  | 844  | 802  | 733  | 700  | 668  | 645  | 631  | 608  |

| 1962 | 1968 | 1975 | 1982 | 1990 | 1999 | 2005 | 2006 | 2010 |
| ---- | ---- | ---- | ---- | ---- | ---- | ---- | ---- | ---- |
| 581  | 606  | 658  | 658  | 618  | 617  | 751  | 759  | 784  |

| 2015 | 2020 | 2022 | - | - | - | - | - | - |
| ---- | ---- | ---- | - | - | - | - | - | - |
| 820  | 830  | 819  | - | - | - | - | - | - |

### Sports
La commune abrite un club de football, le Chambost-Allières-Saint-Just (CASJ), né de la fusion du club communal et celui de Saint-Just-d'Avray, l'AFC.

## Culture locale et patrimoine

### Lieux et monuments
Le village de Chambost est classé à l'inventaire des sites du département du Rhône depuis 1954. Le site inscrit comprend l'ensemble constitué par l'église, le tilleul planté sous Henri IV, le porche de la vieille ferme et les façades du vieux bourg[réf. nécessaire].
L'église est un édifice du XIe siècle roman et gothique, à nef unique, abritant des vitraux de Luc Barbier[réf. nécessaire].

### Personnalités liées à la commune
- Laurent Bonnevay : député de 1902 à 1940, conseiller général de 1904 à 1957.